# Subsecretaria d'Agricultura, Pesca i Alimentació
La Subsecretaria d'Agricultura, Pesca i Alimentació és un òrgan de gestió espanyol del Ministeri d'Agricultura, Pesca i Alimentació, successora en 2018 de la Subsecretaria d'Agricultura i Pesca, Alimentació i Medi Ambient.

## Funcions
D'acord amb el Reial decret 904/2018, li correspon a la Subsecretaria:
- Les funcions enumerades en l'article 63 de la Llei 40/2015, d'1 d'octubre, de Règim Jurídic del Sector Públic, i la direcció, impuls i supervisió dels organismes públics que li estiguin adscrits.
- Assistir al Ministre en les funcions de control de l'activitat del Departament, realitzant aquelles que permetin avaluar el funcionament, l'eficàcia i el rendiment del personal i dels serveis del Ministeri, així com el seguiment de la contractació d'obra pública de competència del Departament en els seus aspectes tècnic, funcional i administratiu. Tot això, sense perjudici de les competències de la Intervenció General de l'Administració de l'Estat.
- Assistir al Ministre en la preparació de les conferencies sectorials relacionades amb les competències pròpies del Departament.
- Mantenir les relacions institucionals amb les organitzacions professionals i altres entitats representatives d'interès en els sectors agrari, alimentari i pesquer, sense perjudici de les competències de les Secretaries Generals, així com presidir la comissió liquidadora de l'extinta Confederació Nacional de Cambres Agràries.
- La coordinació, seguiment i informe dels assumptes que se sotmetin a la Comissió Delegada del Govern per a Assumptes Econòmics i restants Comissions Delegades del Govern.
- La coordinació i anàlisi per a la implantació de mesures davant situacions excepcionals en els sectors agroalimentaris, que impliquin la necessitat d'establir actuacions de caràcter financer, laboral o fiscal.
- L'elaboració d'informes d'anàlisis i seguiment d'aquelles mesures fiscals amb repercussió en els àmbits competencials del Departament, i l'elaboració de la proposta anual de redacció dels índexs de rendiment net de les activitats agràries en el mètode d'estimació objectiva de l'Impost sobre la Renda de les Persones Físiques, per a la seva remissió al Ministeri d'Hisenda.
- La direcció de la Comissió Permanent d'Adversitats Climàtiques i Mediambientals (COPAC), d'acord amb el que s'estableix en l'Ordre AAA/2272/2013, de 29 d'octubre, per la qual es crea la Comissió permanent per a situacions d'adversitat climàtica o mediambiental; així com la interlocució amb altres Ministeris i especialment la Direcció general de Protecció Civil i Emergències del Ministeri de l'Interior davant adversitats climàtiques que puguin afectar el sector agroalimentari.
- El seguiment, anàlisi i prospectiva dels aspectes socials, econòmics i ambientals vinculats amb les diferents àrees estratègiques del Departament, incloent la creació i difusió d'informació relacionada amb les mateixes.
- La definició dels eixos directrius plurianuals que orienten els estudis del Departament, d'acord amb les línies d'estratègia política, així com coordinar el Programa d'Estudis del Departament, segons estableix l'Ordre ARM/3064/2010, de 26 de novembre, per la qual es regula la realització d'estudis i es crea el Comitè Assessor del Pla d'Estudis, a més de contribuir a la difusió dels mateixos.
- La coordinació de les àrees i dependències funcionals del Departament integrades en les Delegacions del Govern, sense perjudici de la dependència funcional prevista respectivament en els articles 2.7 i 7.5 d'aquest decret.
- La realització i coordinació, si escau, de les operacions estadístiques dels plans sectorials i les que li siguin assignades al Departament en el Pla Estadístic Nacional.
- L'elaboració i l'anàlisi de la informació estadística continguda en les bases de dades departamentals.
- La programació i elaboració de les estadístiques generals que descriguin l'activitat del Departament, així com la coordinació de les fonts estadístiques del Departament.
- L'assistència als restants òrgans del Ministeri en la preparació dels Consells de Ministres de la Unió Europea; el control dels procediments relacionats amb l'aplicació de la normativa de la Unió Europea, així com el seguiment de la seva transposició al dret intern, en col·laboració amb les unitats responsables de l'elaboració normativa i competents per raó de matèria.
- L'assistència als restants òrgans del Ministeri en matèria de relacions internacionals i acció exterior; la coordinació, participació i seguiment, segons els casos, de la presència i iniciatives del Departament i els seus organismes autònoms en els organismes i convenis internacionals en les matèries de competència del Departament; la representació del Departament en les comissions o òrgans de caràcter interministerial, en matèria de relacions internacionals, quan tal representació no hagi estat atribuïda a un altre òrgan del Departament; i la coordinació de les actuacions dels òrgans del Ministeri a l'exterior.
- La coordinació, programació i seguiment de les iniciatives en matèria de cooperació al desenvolupament, així com l'elaboració, tramitació i seguiment dels acords bilaterals amb altres Estats o organitzacions internacionals, en l'àmbit de les competències del Departament i els seus organismes autònoms.
- El seguiment dels acords subscrits per la Unió Europea amb tercers països o organitzacions internacionals que incloguin matèries agroalimentàries i pesqueres, en col·laboració amb les unitats competents del Ministeri i amb altres Departaments ministerials.
- La coordinació de les polítiques del Ministeri que incloguin dos o més competències de les Secretaries Generals
- La tutela funcional de les societats TRAGSA S.A., S.M.E., M.P. i SAECA S.A., S.M.E, M.P. i la coordinació de les relacions institucionals i l'actuació del Departament en relació amb les mateixes mentre que Ministeri que té atribuïdes les funcions tutelars de les mateixes.
- La coordinació de les activitats vinculades amb les avaluacions de les polítiques públiques de competència del Departament en suport del l'Institut per a l'Avaluació de Polítiques Públiques del Ministeri de Política Territorial i Funció Pública, d'acord amb el pla d'avaluacions de polítiques públiques que aprovi el Consell de Ministres.

## Estructura
De la Subsecretaria depenen els següents òrgans:
- La Secretaria General Tècnica del Ministeri d'Agricultura
- Direcció general de Serveis.
- Subdirecció General d'Anàlisi, Coordinació i Estadística.
- Subdirecció General de Relacions Internacionals i Afers Comunitaris.
- Gabinet Tècnic del Subsecretari.
- Inspecció General de Serveis del Ministeri.
- Intervenció Delegada en el Ministeri.
- Advocacia de l'Estat del Ministeri.

### Organismes adscrits
- L'Entitat Estatal d'Assegurances Agràries, O. A. (ENESA).

## Llista de subsecretaris
| Nom                                           | Cos de funcionaris                                                                                    | Any de naixement | Data de nomenament     |
| --------------------------------------------- | --- | ---------------- | ---------------------- |
| Jaime Lamo de Espinosa Michels de Champourcin | Professor Universitari                                                                                | 1941             | 16 de juliol de 1976   |
| José María Álvarez del Manzano                | Cos Superior d'Inspectors d'Hisenda de l'Estat                                                        | 1937             | 11 de juliol de 1977   |
| José María Martín Oviedo                      | Cos d'Enginyers Agrònoms                                                                              | 1940             | 3 de març de 1978      |
| Luis Mardones Sevilla                         | Cos Nacional Veterinari                                                                               | 1938             | 27 d'abril de 1979     |
| José Luis García Ferrero                      | Cos Nacional Veterinari                                                                               | 1929             | 3 d'octubre de 1980    |
| Antonio Botella García                        | Cos d'Advocats de l'Estat                                                                             | 1947             | 3 de setembre de 1982  |
| José Francisco Peña Díez                      | Cos Superior d'Administradors Civils de l'Estat                                                       | 1946             | 7 de desembre de 1982  |
| Julián Arévalo Arias                          | Cos Superior d'Administradors Civils de l'Estat                                                       | 1943             | 27 de febrer de 1987   |
| Juan Antonio Blanco-Magadán y Amutio          | Cos Superior d'Administradors Civils de l'Estat                                                       | 1947             | 12 d'abril de 1991     |
| Mariano Casado González                       | Cos Superior d'Interventors i Auditors de l'Estat                                                     | 1948             | 23 de juliol de 1993   |
| Santos Castro Fernández                       | Cos Superior d'Administradors Civils de l'Estat                                                       | 1949             | 27 de maig de 1994     |
| Nicolás López de Coca Fernández-Valencia      | Cos d'Enginyers Agrònoms                                                                              | 1943             | 17 de maig de 1996     |
| Manuel Lamela Fernández                       | Cos d'Advocats de l'Estat                                                                             | 1962             | 26 de maig de 1997     |
| Manuel Esteban Pacheco Manchado               | Cos d'Advocats de l'Estat                                                                             | 1960             | 10 de gener de 2003    |
| Santiago Menéndez de Luarca y Navia-Osorio    | Cos Tècnic Facultatiu Superior d'Organismes Autònoms del Ministeri d'Agricultura, Pesca i Alimentació | 1948             | 19 d'abril de 2004     |
| María Felicidad Montero Pleite                | Cos d'Arquitectes de l'Ajuntament de Motril                                                           | 1949             | 29 d'octubre de 2010   |
| Jaime Haddad Sánchez-Cueto                    | Cos Superior d'Administradors Civils de l'Estat                                                       | 1968             | 30 de desembre de 2011 |
| María Dolores Ocaña Madrid                    | Cos d'Advocats de l'Estat                                                                             |                  | 15 de juny de 2018     |